# Tótújfalu, Somogy
Tótújfalu (în croată Novo Selo) este un sat în districtul Barcs, județul Somogy, Ungaria, având o populație de 210 locuitori (2011).

## Demografie
Componența etnică a satului Tótújfalu
     Maghiari (54,79%)
     Croați (39,04%)
     Romi (2,74%)
     Germani (1,37%)
     Români (1,03%)
     Necunoscut (1,03%)
     Alții (1,03%)
Componența confesională a satului Tótújfalu
     Romano-catolici (71,9%)
     Reformați (3,33%)
     Fără religie (3,33%)
     Atei (1,43%)
     Necunoscută (20%)
     Alte religii (3,33%)
Conform recensământului din 2011, satul Tótújfalu avea 210 locuitori. Din punct de vedere etnic, majoritatea locuitorilor (54,79%) erau maghiari, existând și minorități de croați (39,04%), romi (2,74%), germani (1,37%) și români (1,03%). Apartenența etnică nu este cunoscută în cazul a 1,03% din locuitori.  Din punct de vedere confesional, majoritatea locuitorilor (71,9%) erau romano-catolici, existând și minorități de persoane fără religie (3,33%), reformați (3,33%) și atei (1,43%). Pentru 20,0% din locuitori nu este cunoscută apartenența confesională.